# Памятник Кириллу и Мефодию (Москва)
Памятник Кириллу и Мефодию — памятник братьям Кириллу и Мефодию в Москве, расположенный на Лубянском проезде, недалеко от станции метро «Китай-город».

## История
Памятник открыт 24 мая 1992 года (в День славянской письменности и культуры) недалеко от Славянской площади. Скульптор памятника — Вячеслав Клыков, архитектор — Юрий Григорьев.
Монумент посвящён Кириллу и Мефодию — просветителям, создателям славянской азбуки, проповедовавшим христианство и совершавшим службы на славянском языке. Памятник представляет собой статуи двух братьев, держащих в руках крест и Священное Писание.

## Надпись и орфографические ошибки в ней
На лицевой стороне пьедестала памятника написано по-церковнославянски: «Свѧты́мъ равноапо́стѡльнымъ первоꙋчи̑телємъ слове́нскимъ Меѳѡ́дїю и҆ Кѷрі́ллꙋ благода́рнаѧ Росси́ѧ». В надписи, по мнению критиков, содержится не менее пяти орфографических ошибок и не используются двойственное число и титла, а в свитке с алфавитом пропущена буква Н.

## Традиционные мероприятия
Ежегодно на Славянской площади проводят праздник славянской письменности и культуры. Каждый год у постамента Кириллу и Мефодию проходит одноимённый фестиваль славянской культуры. У подножия памятника установлена неугасимая лампада.

## Комментарии
1. ↑  В соответствии с правилами орфографии «синодального» церковнославянского правильно должно быть: Свѧты̑мъ равноапо́стол(ь)нымъ первоꙋчи́телємъ словє́нскимъ Меѳо́дїю и҆ Кѷрі́ллꙋ благода́рнаѧ Рѡссі́ѧ (Рѡссі́а), с титлами — Ст҃ы̑мъ равноапⷭ҇л(ь)нымъ первоꙋчи́телємъ словє́нскимъ Меѳо́дїю и҆ Кѷрі́ллꙋ благода́рнаѧ Рѡссі́ѧ (Рѡссі́а), с двойственным числом — Ст҃ы́ма равноапⷭ҇л(ь)ныма первоꙋчи́телема слове́нскима Меѳо́дїю и҆ Кѷрі́ллꙋ благода́рнаѧ Рѡссі́ѧ (Рѡссі́а).